# Rudolf Brill

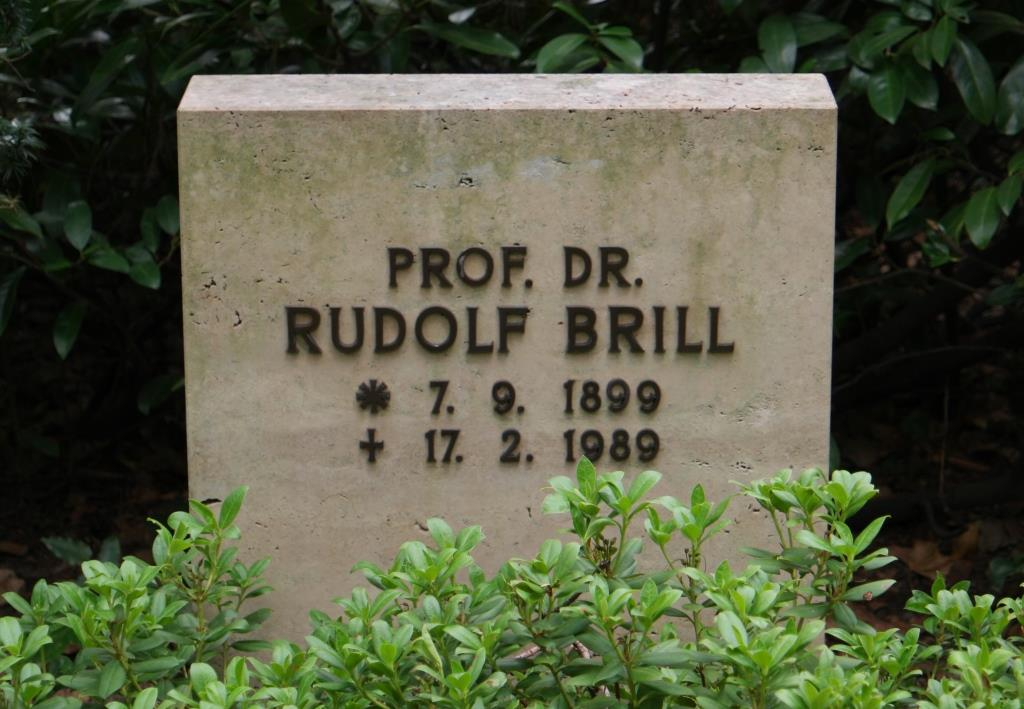
Grab von Rudolf Brill auf dem Waldfriedhof in Darmstadt

Rudolf Brill (* 7. September 1899 in Eschwege; † 17. Februar 1989 in Lenggries) war ein deutscher Chemiker und Hochschullehrer.

## Leben
Rudolf Brill wurde 1899 als Sohn des Kaufmanns Rudolf Brill in Eschwege/Werra geboren. Von 1918 bis 1922 studierte er Chemie an der TH Berlin. Am 13. Mai 1922 erwarb er hier den Titel eines Diplomingenieurs. Bereits am 15. Oktober 1923 wurde er zum Dr. phil. promoviert. Das Thema der Dissertation lautete Röntgenographische Untersuchungen. Ein Beitrag zur chemischen Konstitution des Seidenfibroins.
Nach der Promotion wechselte er zur BASF in ein Forschungslabor in Ludwigshafen-Oppau. Brill veröffentlichte die ersten Arbeiten zu Elektronendichten in Kristallen und begründete die experimentelle Elektronendichtebestimmung.
1941 wurde Brill Nachfolger des im Januar 1941 verstorbenen Eduard Zintl an der Technischen Hochschule Darmstadt. Brill wurde auf den Lehrstuhl für Anorganische und Physikalische Chemie berufen und erhielt gleichzeitig die Institutsleitung übertragen. Brill war aufgrund seiner besonderen fachlichen und organisatorischen Fähigkeiten der einzige Kandidat, den die Hochschule der Landesregierung vorschlug. Als Nachfolger des von Gauleiter Jakob Sprenger geförderten Eduard Zintl stand Brill ein etwa zur Hälfte fertiggestelltes neues Gebäude mit großzügiger finanzieller und personeller Ausstattung zur Verfügung. Brill konnte sein Amtszimmer und einige Labore bei Dienstantritt beziehen.
Rudolf Brill beantragte im Zuge seiner Berufung nach Darmstadt am 11. August 1941 die Aufnahme in die NSDAP und wurde zum 1. Oktober desselben Jahres aufgenommen (Mitgliedsnummer 8.937.739). Brill war von 1943 bis 1945 NS-Dozentenbundführer an der TH Darmstadt. Er war der einzige Dozentenbundführer an der TH Darmstadt, der zum Zeitpunkt der Übernahme des Amtes bereits Professor war. Nach Aussagen seiner Kollegen Wilhelm Schlink und Erich Reuleaux soll er das Amt „unpolitisch“ ausgeübt haben.
Brill war mit „kriegswichtigen Forschungsprojekten“ befasst. Bei der Einwerbung von Drittmitteln war er besonders erfolgreich. Sein Institut für anorganische und physikalische Chemie wurde 1942 als „Wehrwirtschaftsbetrieb“ eingestuft, was mit gewissen Privilegien für das Institut verbunden war. Nach dem Einmarsch der amerikanischen Armee in Darmstadt im März 1945 wurden die brauchbaren Teile des neuen Institutsgebäudes am Herrngarten als medical center verwendet. Dadurch bestanden für Brill praktisch keine Arbeitsmöglichkeiten mehr.
Brill wurde am 25. Juni 1946 aus "politischen Gründen" aus dem Staatsdienst entlassen.
Von 1941 bis 1947 war Rudolf Brill auch Honorarprofessor an der Universität Heidelberg. Er war einer von neun Darmstädter Professoren und wissenschaftlichen Mitarbeitern, an denen das Kriegsministerium der Vereinigten Staaten im August 1945 Interesse bekundete. Brill folgte dieser Einladung und gelangte mit der Operation Overcast 1947 in die USA. Er beriet zunächst die Fernmeldetruppe des amerikanischen Heeres (United States Army Signal Corps) in Fort Monmouth, New Jersey. Ab 1948 war er in einem Forschungslabor der Philipps Oil Company in Bartlesville tätig. 1950 wurde er Professor am Polytechnic Institute of Brooklyn, New York.
Ende der 1950er Jahre kehrte er nach Deutschland zurück. 1958 wurde er zum Direktor des Fritz-Haber-Instituts der Max-Planck-Gesellschaft in Berlin ernannt und übernahm am 1. März 1959 die Geschäftsführung von Max von Laue. Diese Position behielt er bis 1969. Von 1967 bis zu seiner Emeritierung 1969 war er zudem Direktor der Fakultät für Physikalische Chemie des Fritz-Haber-Instituts. Seit 1958 war er Honorarprofessor für Physikalische Chemie an der FU Berlin und zudem an der Universität Heidelberg.
Brill war seit 1924 mit Else Rudloff verheiratet. Er starb im Alter von 89 Jahren an seinem Altersruhesitz Lenggries in Oberbayern. Sein Grab befindet sich auf dem Waldfriedhof Darmstadt.

## Ehrungen
- 1942: Ordentliches Mitglied der Heidelberger Akademie der Wissenschaften.
- 1965: Johann Joseph Ritter von Prechtl-Medaille
- 1979: Ehrenmitglied der Gesellschaft Deutscher Chemiker.

## Werke
- 1924: Röntgenographische Untersuchungen. Ein Beitrag zur chemischen Konstitution des Seidenfibroins, Dissertation, Berlin.